# سیارک ۲۱۰۷۳
سیارک ۲۱۰۷۳ (به انگلیسی: 21073 Darksky، نامگذاری:1991RE) بیست و یک هزار و هفتاد و سومین سیارک کشف شده‌است که در ۴ سپتامبر ۱۹۹۱ کشف شد.